# Midland M16
El Midland M16 fue el monoplaza con el que el MF1 Racing equipo compitió en la temporada 2006 de Fórmula 1. Fue impulsado por Tiago Monteiro, que había pilotado para el equipo en 2005 durante su forma de Jordan, y Christijan Albers, que se trasladó de Minardi.
Aunque Eddie Jordan había vendido a su equipo antes del comienzo de la temporada 2005, 2006 marcó el primer año para el equipo bajo la bandera de Midland. Sin embargo, el dueño del equipo, Alex Shnaider, pronto se sentiría frustrado con los caprichos de ser un equipo que terminara la cola, y lo vendió a Spyker Cars justo antes del GP de Italia. Por lo tanto, la librea de los coches cambió de rojo y gris a naranja y plata, pero el equipo se llamó Spyker MF1 Racing como un compromiso para sus patrocinadores.
En el circuito, el coche fue una mejora definitiva en el Jordan EJ15, pero no fue suficiente teniendo en cuenta los avances de otros equipos. A pesar de esto, Albers puso en algunas pruebas fuertes en las últimas etapas de la temporada, y en general superó a Monteiro, que perdió su excelente récord de fiabilidad de 2005. Posteriormente, el portugués fue sustituido por el tercer piloto Adrian Sutil para el 2007.
Para el final del año, el foco estaba en 2007 con el apoyo completo de Spyker, un nuevo conductor y los motores de Ferrari, substituyendo las unidades de Toyota.
El equipo no estaba clasificado en el Campeonato de Constructores, sin puntos.

## Resultados
(Clave) (negrita indica pole position) (cursiva indica vuelta rápida)

| Año  | Chasis | Motor            | Neu. | N.º | Pilotos           | 1   | 2   | 3   | 4   | 5   | 6   | 7   | 8   | 9   | 10  | 11  | 12  | 13  | 14  | 15  | 16  | 17  | 18  | Puntos | Pos. |
| ---- | ------ | ---------------- | ---- | --- | ----------------- | --- | --- | --- | --- | --- | --- | --- | --- | --- | --- | --- | --- | --- | --- | --- | --- | --- | --- | ------ | ---- |
| 2006 | M16    | Toyota RVX-06 V8 | B    |     |                   | BHR | MYS | AUS | SMR | EUR | ESP | MON | GBR | CAN | USA | FRA | GER | HUN | TUR | ITA | CHN | JPN | BRA | 0      | 10.º |
| 2006 | M16    | Toyota RVX-06 V8 | B    | 18  | Tiago Monteiro    | 17  | 13  | Ret | 16  | 12  | 16  | 15  | 16  | 14  | Ret | Ret | DSQ | 9   | Ret | Ret | Ret | 16  | 15  | 0      | 10.º |
| 2006 | M16    | Toyota RVX-06 V8 | B    | 19  | Christijan Albers | Ret | 12  | 11  | Ret | 13  | Ret | 12  | 15  | Ret | Ret | 15  | DSQ | 10  | Ret | 17  | 15  | Ret | 14  | 0      | 10.º |